# Eucharis astrophiala
Eucharis astrophiala är en amaryllisväxtart som beskrevs av Pierfelice Ravenna. Eucharis astrophiala ingår i släktet Eucharis och familjen amaryllisväxter. Inga underarter finns listade i Catalogue of Life.